# 麥納馬拉冰川
84°20′S 63°40′W / 84.333°S 63.667°W
麥納馬拉冰川（英語：MacNamara Glacier）是南極洲的冰川，位於伊利沙伯女皇地，處於彭薩科拉山脈的帕圖克森特山脈，根據美國地質調查局的測量和美國海軍的空中照片被繪入地圖。